# Neuer Österreichischer Film
Neuer Österreichischer Film ist eine Sammelbezeichnung für verschiedene Strömungen und Phasen des österreichischen Filmschaffens nach dem Zweiten Weltkrieg, insbesondere ab dem Jahr 1951. Der Begriff wurde zu unterschiedlichen Zeiten und in variierenden Kontexten verwendet, um filmische Entwicklungen und Tendenzen zu beschreiben, die sich durch künstlerische Eigenständigkeit, gesellschaftskritische Perspektiven, affirmatives Selbstverständnis oder wirtschaftliche Ambitionen auszeichnen.

## Geschichte
Der Wunsch, sich nach dem Zweiten Weltkrieg als Filmschaffende einer neuen Realität zu stellen, war sowohl in Europa als auch in Amerika stark. Ein realistischer und darum auch vielfach dokumentarischer Blick in Verbindung mit einer neuen Formensprache, die sich aus dem Mangel an finanziellen Mitteln einerseits und dem Bedürfnis, sich von Vergangenem auch in der Form abzusetzen, andererseits ergab, ließ als erstes in Italien den Neorealismo, in England das Free Cinema und in Frankreich die Nouvelle Vague entstehen. Sie waren Vorbilder für die New American Cinema Group, die sich 1960 rund um Jonas Mekas bildete und auf den europäischen Film ausdrücklich hinwies. Das kommerzielle Kino, schrieb Mekas 1962 in einem Manifest, sei moralisch korrupt, ästhetisch obsolet, thematisch oberflächlich und außerdem langweilig. Die neue moderne Kunst sei eine ethische.
John Cassavetes (Shadows, 1959) war der einzige in der Gruppe, der sich kommerziell und daher auf Dauer behaupten konnte. Mekas wandte sich der weitaus größeren, weil unabhängigen Bewegung des New American Cinema zu, d. h. dem Avantgarde- und Undergroundfilm, der zur gleichen Zeit seine Blütezeit erlebte.

### Die neuen Filme der fünfziger Jahre
Während Jean Renoir in Frankreich und Roberto Rossellini in Italien nach dem Krieg für die jungen Filmschaffenden Galionsfiguren der klassischen Filmkunst und einer neuen filmischen Wirklichkeit verkörperten, waren in Österreich und Deutschland im Film wie in der Literatur weiter konservative Kräfte bestimmend, die „die Suche nach dem Neuen, dem ganz Anderen und Innovatorischen“ verunmöglichten: „Bemerkenswert ist, dass dieser ästhetische Konservativismus, der jedem künstlerischen Neubeginn abschwört und stattdessen versucht, eine österreichische Tradition und Kontinuität zu etablieren“, von allen politischen Lagern mitgetragen wurde.(3) Das betraf auch die Produktion und die filmische Ausbildung. Ferry Radax und Peter Kubelka flohen von der Filmschule in Wien zu der in Rom, von wo sie mit einem Konzept für den kurzen dokumentarischen, italienisch geprägten, aber doch experimentellen Film Mosaik im Vertrauen (1955) zurückkamen.
Der österreichische Experimentalfilm verzichtete auf groß angelegte literarische Formate und konzentrierte sich stattdessen, entsprechend den verfügbaren finanziellen Mitteln, auf Kurzfilme, für die Gedichte und Erzählungen als Grundlage dienten. Kurt Steinwendners Der Rabe bezieht sich auf E.A. Poes Gedicht, Herbert Veselys Und die Kinder spielen so gern Soldaten ist eine minimalistische Version von Franz Kafkas In der Strafkolonie. Beide Filme entstanden 1951. Für seinen zweiten Film, An diesen Abenden (1951/52), wählte Vesely ein Gedicht von Georg Trakl. In den Filmen spielen der Tod und Todesmotive eine zentrale Rolle.
Der Wiederaufbau in Europa nach dem Zweiten Weltkrieg erforderte konstruktive Ansätze und eine ganzheitliche Betrachtungsweise. Im Gegensatz dazu war die Kunst der Moderne von einer Tendenz zur Reduktion der Form und dem Verzicht auf historische Bezüge geprägt. In der informellen Malerei wurde durch Ungegenständlichkeit eine neue Freiheit des Ausdrucks angestrebt. In der Literatur entwickelte sich eine „basische Sprache“, die jede subjektive Innerlichkeit überwinden und durch das Konkrete – auch in der Poesie – eine objektive Äußerlichkeit erreichen sollte. Ziel war es, die Sprache von ihrem Gebrauch und Missbrauch zu reinigen. Der Nouveau roman stellte die formale Struktur über den Inhalt, mit dem Ziel, eine Oberfläche ohne psychologische Tiefe zu schaffen. Diese literarische Strömung wurde insbesondere durch den Film L'année dernière à Marienbad (1961) von Alain Resnais bekannt, für den Alain Robbe-Grillet das Drehbuch verfasste.
Nach seinen frühen Filmen, die durch expressionistischen und surrealistischen Lyrismus geprägt waren, verließ Vesely Österreich in doppelter Hinsicht: Er übersiedelte nach Deutschland und realisierte mit deutscher Finanzierung in Spanien den halbstündigen Film nicht mehr fliehen (1955). „Ein Mann und eine Frau sind auf der Flucht, die sie in eine Steinwüste führt, in der nur mehr Reste einer Zivilisation zu finden sind. […] Die Leere, die an dem Un-Ort herrscht, ist, anders als an den Nullpunkten der Malerei und Literatur, existentialistisch aufgeladen […]“
Im gleichen Jahr entstand in der Zusammenarbeit von Ferry Radax und Peter Kubelka der 16 Minuten lange 35-mm-Film Mosaik im Vertrauen, dessen schwer fassbare Handlung in einer Industriezone am Rand einer Stadt angesiedelt ist. Ein schwerer Unfall bei einem Autorennen in Le Mans führt das Todesmotiv der früheren Jahre erneut ein, jedoch in der distanzierten Form einer Wochenschau.
Sonne halt! (1959–62) von Ferry Radax, eine Stunde lang und wie Veselys nicht mehr fliehen ursprünglich als ein Dokumentarfilm konzipiert, erhielt durch die Mitwirkung des Dichters Konrad Bayer durch Sprache und Improvisation einen spielerischen und personalisierten Zusammenhang, der in seiner Leichtigkeit an Jean-Luc Godards zeitgleichen Film A bout de souffle denken ließ.
Radax stellte mit Am Rand (1961–63) einen Dokumentarfilm über die junge Wiener Kunstszene her, die er am Rand der Gesellschaft stehen sah. Peter Kubelka wandte sich einer musikalisch bestimmten Reihentechnik zu (Adebar, 1957), schuf aber 1966 mit Unsere Afrikareise auch einen sehr präzisen Dokumentarfilm.
In Hinblick auf einen neuen möglichen Spielfilm waren Herbert Vesely (1931–2002) und Ferry Radax (1932–2021) in Österreich die beiden wichtigsten Filmemacher.

### Der junge Film der sechziger Jahre
Die wirtschaftliche und künstlerische Krise des deutschen Films, seine nationale und internationale Bedeutungslosigkeit, führte im Februar 1962 zum Oberhausener Manifest junger Filmschaffender, zu denen Vesely gehörte, das mit dem Satz endete „Der alte Film ist tot. Wir glauben an den neuen.“
Gefordert wurde „Freiheit von der Beeinflussung durch kommerzielle Partner, Freiheit von der Bevormundung durch Interessengruppen.“ Die „Oberhausener“ verlangten neue Strukturen und gründeten die gemeinnützige „Stiftung (später Kuratorium) junger deutscher Film“, um Voraussetzungen für die Erneuerung des deutschen Films zu schaffen. Das Presseecho auf „Papas Kino ist tot“ war heftig und großteils negativ. Getragen wurde der Protest von der 1957 gegründeten Münchner Zeitschrift Filmkritik.
Ferry Radax schuf 1966 fürs österreichische Fernsehen einen NDF-Report. Das Akronym meinte Neuer Deutscher Film, den Radax durch seine jungen Filmemacher als Vorbild für Österreich sah. Die gleiche Entwicklung wie in Deutschland, wo Werner Herzog, Volker Schlöndorff, Alexander Kluge und selbst die „Schwierigen“, Vlado Kristl und Jean-Marie Straub, und in weiterer Folge Rainer Werner Fassbinder und Wim Wenders sich durchsetzen konnten, vollzog sich in Österreich nicht, weil die Filmförderung sich alleine nach kommerziellen Gesichtspunkten richtete und eine öffentliche Auseinandersetzung zu dem Thema wie in Deutschland nicht stattfand.
Vesely drehte 1962 in Deutschland den Spielfilm Das Brot der frühen Jahre nach dem Roman von Heinrich Böll. Zur Zeit des Oberhausener Manifests galt er als ein Neubeginn des jungen deutschen Films, der aber ein rasches Ende hatte, als der erhoffte Erfolg bei den Filmfestspielen in Cannes ausblieb und Kritik und Publikum zu Hause wegen der „mangelhaften Konsumierbarkeit“ negativ reagierte.(5) Vesely wurde vorgeworfen, den Stil von L'année dernière à Marienbad nachzuahmen. Gegenstimmen in Frankreich klärten auf, dass seine Arbeit schon vor Marienbad in diese Richtung gegangen war: Wiederholungen und Variationen von Motiven, anachrone Zeitstrukturen wie im Nouveau Roman waren schon in seinen frühen experimentellen Filme zu finden.(6)
Der zweiten Generation, die sich in Österreich als Avantgarde verstand, gleich alt wie die Vertreter des Neuen deutschen Films, blieb der Zugang zum Spielfilm verwehrt. Die Gruppe, bestehend aus Ernst Schmidt jr., Hans Scheugl, Valie Export, Peter Weibel und Kurt Kren, die sich nach amerikanischem Vorbild 1968 zur Austria Filmmakers Cooperative zusammenschloss, entwickelte sich in ihren Filmen und Filmaktionen mit einer Radikalität, die nur als Undergroundfilm ihr Publikum finden konnte. Eine große und positive Resonanz fand sie in Deutschland, während die Presse und die Gerichte in Österreich sie als Skandal behandelten.  Scheugl und Schmidt Jr. hatten in ihrer Filmschul-Zeit Drehbücher für künstlerische Spielfilme geschrieben und selbst veröffentlicht, und Scheugl hat 1966 mit Miliz in der Früh einen experimentellen Kurzfilm mit literarischen Bezügen, etwa dem zur Konkreten Poesie, selbst finanziert, aber weitere Arbeiten waren nur in noch kleineren Formaten möglich.
Als 1970 in Wien eine erste Gesamtschau des österreichischen Avantgardefilms stattfand, erhielt sie ebenso wie der Katalog den programmatischen Titel Neuer österreichischer Film.(7) Damit wollten die Filmemacher als Veranstalter zum Ausdruck bringen, dass es der Avantgardefilm war, der seit dem Krieg den österreichischen Film ausmachte. Dass ihm die Millionen der Filmförderung zustehen, wie Weibel im Katalog schrieb, war eine provokante Forderung. Nicht nur war die Austria Filmmakers Coop bereits in Auflösung begriffen, es blieben auch die einzelnen Versuche von Export und Weibel (Unsichtbare Gegner), Schmidt jr. (Die totale Familie), Scheugl (Was die Nacht spricht und Rutt Deen) und Export (Menschenfrauen und Die Praxis der Liebe) in den siebziger, achtziger und neunziger Jahren mit neuen Erzählformen den österreichischen Film wie eine Nouvelle Vague zu überrollen, mangels einer kontinuierlichen Förderung folgenlos, zu weit waren sie durch ihre Herkunft außerhalb der ästhetischen und erst recht kommerziellen Regeln des Kinobetriebs angesiedelt.

### Ein weiterer Neubeginn
1968, am Höhepunkt des künstlerischen Aufbruchs der bereits zweiten Generation des tonangebenden Avantgardefilms und in einer international politisch heftigen Zeit, kam ein Film ins Kino, der von Kritikern und Historikern wie Gottfried Schlemmer gerne als der Beginn eines „neuen österreichischen Films“ bezeichnet wurde.(8) Es handelt sich um Moos auf den Steinen von Georg Lhotzky, gedreht nach dem gleichnamigen Roman von Gerhard Fritsch.
Dem Buch wurde eine „austriakische Restauration“ vorgeworfen, Fritsch selbst distanzierte sich später von seinem Roman „aus der Auffassung heraus, dass die Mitwirkung an einer österreichischen Legendenbildung nicht die wichtigste Funktion eines Schriftstellers in der Gegenwart sein könnte.“(9) Der Film, von „einer manchmal ins Klischee verfallenden, ornamentalen Ästhetik“ bestimmt(10),verfehlt auf seiner „Suche nach dem Wesentlichen, das den Namen Österreich trägt“, nicht nur den „Konnex mit der Vergangenheit“(11),sondern auch den mit seiner Gegenwart. Prototypisch dafür steht gleich die erste Szene des Films, die eine Eröffnung einer Kunstausstellung im „Museum des 20. Jahrhunderts“ auf eine Weise zeigt, die mit den realen Verhältnissen nicht das Geringste zu tun hat.
Es entstanden in den folgenden Jahrzehnten Filme, „die auf eine tradierte Qualität vertrauen, dramaturgisch gekonnt“ sind, denn es sei, um einem Markt und den Normen des Fernsehens gerecht zu werden, „naheliegend, die Filmware zu standardisieren, was automatisch zum Ausschluss stilistischer und kultureller Eigenheiten führt.“(12)
Da aber umgekehrt der „Kunstfilm“ bzw. „Autorenfilm“ anderer Länder Aufsehen erregte und internationaler Standard wurde, gab es immer wieder Versuche, dieses Niveau zu erreichen. Der österreichische Film hat sich aber „eher wahllos als gezielt von überall her anregen lassen“. Dazu zählte zum einen ein Film wie Donauwalzer (1984) von Xaver Schwarzenberger, eine verborgene und nicht geglückte Nachahmung von Bernardo Bertoluccis Die Strategie der Spinne (1979)(13) und zum anderen Schwitzkasten (1978) von John Cook, dessen filmische „Freiheiten“ Schlemmer als „unreine Tendenzen“ bezeichnete, worunter er den „eher unüblichen dokumentarischen Duktus“ verstand.(14)
„Unüblich“ ersetzte den Begriff „Neu“, der nach Ansicht Schlemmers keine Qualitätskriterien erfüllte. Traditionelle dramaturgische Formen, wie sie im Fernsehen zur Erfüllung einer nicht mehr notwendig neuen „Austriazität“ (15) bevorzugt werden, prägten zunehmend die österreichische Filmproduktion. Dem entzogen sich Filmemacher wie Michael Pilz, Ulrich Seidl und Michael Haneke und andere beharrlich, auch wenn eine kontinuierliche Arbeit außerhalb dieses Systems schwer oder gar nicht möglich war.
Die Bedeutung des „Neuen“ im Sinne einer nationalen Identitätsfindung wie nach dem Krieg trat im Zuge von Internationalisierung, technischen und wirtschaftlichen Veränderungen sowie einer veränderten Geschlechterverteilung im künstlerischen Bereich zurück, was nicht heißt, dass das „Neue“ als Qualitätskriterium nicht weiterhin relevant für die Weiterentwicklung der Filmsprache bleibt.